# Lorenz Leopold Haschka
Lorenz Leopold Haschka (Bécs, 1749. szeptember 1. – Bécs, 1827. augusztus 3.) az osztrák császári himnusz eredeti szövegének szerzője.
Jezsuita gimnáziumi tanár volt, majd esztétikát adott elő a Theresianumban. Az osztrák császári himnusz, a Gott erhalte (Tarstd meg, Isten, Ferenc császárt) eredeti szövegének a szerzője, II. (I.) Ferenc császár és király személyéhez kapcsolódva írta 1791-ben. A dalt nyilvánosan először 1797. február 12-én énekelték. A dal zenéjét Joseph Haydn szerezte, felhasználva benne burgenlandi népdalmotívumokat.
A nemességet dicsőítő ódákat és a francia forradalmat szidalmazó verseket is írt.

## Magyarul
- Átok mellyet a’ frantziáknak német versekben énekelt Bétsben Haschka Lőrintz Leopold, magyar versekbe foglalt pedig diószeghy Erdődy Lajos Pesten; Akadémiai Ny., Buda, 1793